# Pavla Podivínová
Pavla Podivínová roz. Davidová (* 12. listopadu 1956) je československá hráčka basketbalu. Je vysoká 188 cm. Je zařazena na čestné listině mistrů sportu.

## Sportovní kariéra
Patřila mezi opory basketbalového reprezentačního družstva Československa, za které v letech 1975 až 1983 hrála celkem 193 utkání a má významný podíl na dosažených sportovních výsledcích. Zúčastnila se Olympijských her 1976 (Montreal, Kanada) – 4. místo, kvalifikace na Olympijské hry 1980 (Varna, Bulharsko) – 8. místo, Mistrovství světa 1975 v Kolumbii – 3. místo, čtyř Mistrovství Evropy 1976, 1980, 1981, 1983, na nichž získala stříbrnou medaili za druhé místo v roce 1976 a bronzovou medaili za třetí místo v roce 1981. Na Mistrovství Evropy juniorek v roce 1975 (Vigo, Španělsko) s družstvem Československa získala titul mistra Evropy.
V československé basketbalové lize žen hrála celkem 14 sezón (1972-1988) za družstva KPS Brno (1972-1984) a Moravská Slavia Brno (1986-1988). S KPS Brno získala v ligové soutěži čtyři tituly vicemistra Československa (1974, 1976, 1977, 1980), třikrát třetí místo (1973, 1981, 1683) a třikrát čtvrté místo. V letech 1976-1983 byla pětkrát vybrána do All-Stars – nejlepší pětice hráček československé ligy. Je na třetím místě v dlouhodobé tabulce střelkyň československé ligy žen za období 1963-1993 s počtem 5951 bodů. S klubem se zúčastnila jednoho ročníku Evropského poháru vítězů pohárů 1974 a pěti ročníků Evropského poháru Liliany Ronchetti (1978, 1979, 1981, 1982, 1984), v němž v roce 1982 klub prohrál až ve finále poháru proti Spartaku Moskva Reg. 68-89. ,, 

## Sportovní statistiky

### Kluby
- 1972-1984 KPS Brno, celkem 7 medailových umístění: 4x vicemistryně Československa (1974, 1976, 1977, 1980), 3x 3. místo (1973, 1981, 1683), 3x 4. místo (1975, 1979, 1984), 2x 5. místo (1978, 1982)
- 1976-1983: nejlepší pětka hráček ligy – zařazena 5x: 1976/77, 1979/80, 1980/81, 1981/82, 1982/83
- 1986-1988 Moravská Slavia Brno: 7. místo (1987), 8. místo (1988)

### Evropské poháry
S klubem KPS (Kralovopolska) Brno:
- Pohár vítězů pohárů žen 1974 (8 zápasů, 3 vítězství -5 porážek, prohra v semifinále s GS San Giovanni)
- Pohár Liliany Ronchetti 1978 (4 zápasy 2-2), 1979 (6 zápasů 4-2), 1981 (4 zápasy 2-2), 1982 (9 zápasů 6-3), 1984 (2 zápasy 0-2). V letech 1978, 1979, 1981 účast ve čtvrtfinálové skupině a v roce 1982 2. místo, prohra ve finále Evropského poháru proti Spartak Moskva Reg. 89-68

### Československo
- Olympijské hry 1976 Montreal (11 bodů /5 zápasů), 4. místo, Kvalifikace na OH 1980 Varna (135 bodů/10 zápasů) 8. místo
- Mistrovství světa: 1975 Cali, Kolumbie (40 bodů /7 zápasů) 3. místo
- Mistrovství Evropy: 1976 Clermont Ferrand, Francie (49 /6) 2. místo, 1980 Banja Luka, Jugoslávie (98 /8) 4. místo, 1981 Ancona, Itálie (69 /7) 3. místo, 1983 Budapešť, Maďarsko (69 /7) 6. místo, celkem na ME 285 bodů a 28 zápasů
- 1975-1983 celkem 193 mezistátních zápasů, na OH, MS a ME celkem 471 bodů v 50 zápasech
- Mistrovství Evropy juniorek: 1975 Vigo, Španělsko, titul mistra Evropy